# آن سيسيلي دي لا كور
آن سيسيلي دي لا كور (بالدنماركية: Anne Cecilie la Cour)‏ مواليد 8 ديسمبر 1993 في آرهوس، هي لاعبة كرة يد دانمركية تلعب كظهير أيمن. مثلت منتخب الدنمارك لكرة اليد للسيدات.

## سجل المنافسة
شاركت في البطولات التالية:
- بطولة أوروبا لكرة اليد للسيدات 2016

## روابط خارجية
- آن سيسيلي دي لا كور على موقع الاتحاد الأوروبي لكرة اليد (الإنجليزية)